# Akari Fujinami
Akari Fujinami (japanisch 藤波 朱理; Fujinami Akari; * 11. November 2003 in Yokkaichi) ist eine japanische Ringerin, die im Freistil bei den Olympischen Spielen 2024 in Paris eine Goldmedaille gewann.

## Leben
Akari Fujinami begann ihren Sport bereits mit vier Jahren. Ihre Vorbilder waren ihr Vater Toshikazu Fujinami, der auch auf nationalem Niveau im Freistil als Ringer kämpfte, und ihr älterer Bruder Yuhi Fujinami, der 2017 eine Bronzemedaille bei den Weltmeisterschaften gewann und ein Jahr später bei den Asienspielen den dritten Platz erreichte.
Sie wird von ihrem Vater trainiert (Stand 2024) und studiert an der Nippon Sport Science University in Setagaya.

## Karriere
Schon mit 15 Jahren kam Akari Fujinami bei den Kadettenweltmeisterschaften 2018, die in Kroatien ausgetragen wurden, im Freistil der Gewichtskategorie bis 49 kg auf den ersten Platz. Sie siegte dabei im Finale gegen die unabhängige Athletin Polina Zabeivorota Lukina mit 9:1. In diesem Jahr fand auch ihr erster Auftritt bei asiatischen Wettkämpfen statt. Dabei gewann sie bei den Kadetten-Asienmeisterschaften in Usbekistan in der Gewichtsklasse bis 49 kg die Goldmedaille. 
2020 wurde sie japanische Meisterin.
2021 gewann sie ihre erste Goldmedaille bei den Ringer-Weltmeisterschaften in Oslo in der Gewichtsklasse bis 53 kg, nachdem sie im Finale Iulia Leorda aus Moldawien mit 10:0 besiegt hatte.
2022 konnte sie bei den Senior-Asienmeisterschaften in der Mongolei in der Gewichtskategorie bis 53 kg wiederum Gold gewinnen. Ihren Erfolg wiederholte sie im folgenden Jahr (2023) in Kasachstan, als sie wieder auf den ersten Platz kam.
Bei den Asienspielen 2022 in Hangzhou, die erst 2023 ausgetragen wurden, wurde sie in der Kategorie bis 53 kg Siegerin gegen die Inderin Antim Panghal mit 6:0 und gewann somit Gold. 2023 konnte sie auch bei den Weltmeisterschaften in Belgrad ihren Erfolg wiederholen, indem sie im Kampf um Gold 10:0 gegen die neutrale Athletin Wanessa Kaladsinskaja siegte.
Sie verletzte sich im März 2024, konnte aber nach Überwindung der Verletzung bei den Olympischen Sommerspielen 2024 ihren größten Erfolg feiern. Sie besiegte Dominique Parrish aus den USA mit 6:0, anschließend stand sie im Viertelfinale der Mongolin Batchujagiin Chulan gegenüber, die sie mit 8:0 bezwang. Auch den Kampf gegen die chinesische Ringerin Pang Qianyu gewann sie mit 10:0. So stand sie im Finale gegen Lucía Yépez aus Ecuador, die sie mit 10:0 ebenfalls besiegte. Akari Fujinami betonte, dass sie nur mithilfe all ihrer Fans im Stadion gewonnen habe. Sie hatte zum letzten Mal 2017 in einem Kampf verloren und konnte auf eine 137 Kämpfe andauernde Sieg-Phase zurückblicken.